# 德耶卡努省
6°29′N 5°7′W / 6.483°N 5.117°W

德耶卡努省（Djékanou Department），是科特迪瓦的省份，位於該國中部湖泊區，由貝利耶大區負責管轄，東面是圖莫迪省，成立於2012年，2014年該省份人口為26,510。